# La Fille du feu
Pour plus de détails, voir Fiche technique et Distribution.
La Fille du feu (불의 딸, Bului dal) est un film sud-coréen réalisé par Im Kwon-taek, sorti en 1983.

## Synopsis
Un homme ayant reçu une éducation chamanique est tourmenté par des rêves dans lesquels il voit sa mère.

## Fiche technique
- Titre : La Fille du feu
- Titre original : 불의 딸 (Bului dal)
- Réalisation : Im Kwon-taek
- Scénario : Song Kil-han d'après le roman de Han Sung-won
- Musique : Kim Jeong-kil
- Photographie : Jeon Il-seong
- Montage : Kim Hui-su
- Production : Lee Jae-hun
- Société de production : Dong-a Productions
- Pays :  Corée du Sud
- Genre : Drame
- Durée : 108 minutes
- Dates de sortie : 
  -  Corée du Sud : 25 novembre 1983

## Distribution
- Bang Hie : Yong-nyo
- Kim Hee-ra : Hwa-ryong
- Park Geun-hyeong : Lee Hae-jung

## Distinctions
Le film a reçu deux Grand Bell Awards : meilleur second rôle masculin pour Kim Hee-ra et prix spécial du scénario adapté.